# Val di Zoldo (comune)
Val di Zoldo (Val de Zoldo in ladino) è un comune italiano sparso di 2 718 abitanti della provincia di Belluno in Veneto. Il territorio ricopre la regione storico-geografica di Zoldo nel cuore delle Dolomiti di Zoldo e appartiene all'Unione montana Cadore Longaronese Zoldo.
Sede comunale è Fusine.
Nel cuore delle Dolomiti di Zoldo, tra i massicci del Pelmo e del Civetta, è una delle principali porte d'accesso al comprensorio sciistico Ski Civetta.

## Geografia fisica
Il territorio comunale corrisponde, come dice il nome stesso, alla parte superiore della Val di Zoldo, che scende dal Passo Staulanza (1773 m s.l.m.) e che è attraversata dal torrente Maè con i suoi affluenti, come la Moiazza, Ru Sec, Mareson e Pramper. Il Moiazza (o Duran) scorre nella valle di Goima che scende dal Passo Duran (1605 m s.l.m.) e sfocia nel Maè presso la frazione di Dont.
I rilievi più importanti sono il Civetta (3218 m), la Moiazza (2878 m) e il Pelmo (3168 m), ma anche la Cima di San Sebastiano (2488 m), il Tàmer (2547 m), lo Spiz di Mezzodì (2324 m), il Prampèr (2409 m) e il Sasso di Bosconero (2468 m); tutte comprese nelle Dolomiti di Zoldo, sottogruppo delle Dolomiti.

## Storia
Il comune è stato istituito il 23 febbraio 2016 in seguito alla fusione dei comuni di Forno di Zoldo e Zoldo Alto. Il 17 gennaio 2016 il sì alla fusione aveva vinto in un referendum consultivo nei due comuni con l'84,96% dei voti.
La prima menzione del toponimo risale al 1031, quando l'imperatore Corrado II riconobbe a Ezemanno, vescovo di Belluno, il suo possesso sul territorio di Çaudes, confermato nel 1161 da Federico Barbarossa. Una bolla di papa Lucio III, risalente al 1185, ribadisce infine il dominio del vescovo Gerardo dei Taccoli del comitatus di Zoldo, con la pieve di San Floriano e le sue cappelle.
La comunità di Zoldo venne tuttavia riconosciuta solo nel 1224, anno in cui il territorio ricevette il diritto di appartenenza al Consiglio dei Nobili di Belluno tramite due consoli. La valle era amministrativamente gestita da dieci regole, citate già nel 1371, mentre la massima carica era rappresentata dal Capitano, nominato annualmente dal già ricordato Consiglio dei Nobili.
La conformazione del territorio rimase tale sino al riordino amministrativo sotto la dominazione napoleonica, dove nel 1807 il territorio fu diviso nei due comuni di Forno di Zoldo e San Tiziano di Goima, che cambiò il suo nome in Zoldo Alto nel 1890.

### Simboli
Lo stemma e il gonfalone del comune di Val di Zoldo sono stati concessi con decreto del presidente della Repubblica del 1º agosto 2019.
Stemma
Gonfalone

## Monumenti e luoghi d'interesse

### Architetture religiose
- Chiesa arcipretale di San Floriano a Pieve, risalente al X secolo. È la matrice di tutte le chiese dello Zoldano e del Longaronese.
- Chiesa dell'Addolorata, a Pieve in località Madonna. Costruita in stile gotico, risale al XIII secolo.
- Chiesa di San Rocco a Bragarezza, fondata nel 1631 dopo la terribile epidemia di peste del 1630.
- Chiesa dei Santi Fabiano e Sebastiano ad Astragal, eretta a partire dal 1110.
- Chiesa arcipretale di San Nicolò Vescovo a Fusine sorta probabilmente attorno all'XI secolo ed nominata parrocchiale nel 1615.
- Chiesa di San Giuseppe a Brusadaz, fondata nel 1682.
- Chiesa di San Pellegrino a Coi, nata probabilmente come cappella gentilizia nel XIV secolo.
- Chiesa di San Rocco a Pianaz, risalente al 1603.
- Chiesa di San Longino a Costa, minuscola cappella del 1929.
- Chiesa parrocchiale di San Tiziano a Goima, in località Chiesa, fondata nel 1400 ed eretta a parrocchiale nel 1726.
- Chiesa di San Rocco a Gavaz, del 1743.
- Chiesa parrocchiale di Santa Caterina d'Alessandria a Dont, dalle origini bassomedievali, elevata a parrocchiale nel 1898.
- Chiesa della Beata Vergine del Rosario a Villa, minuscola cappella edificata nel 1894 sul sito di un precedente capitello.
- Chiesa parrocchiale di Sant'Antonio abate a Forno, esistente da prima del 1454, venne elevata a parrocchiale nel 1936.
- Chiesa di San Francesco d'Assisi a Forno, attestata a partire dal 1570.
- Chiesa di Sant'Andrea a Pralongo, eretta nel 1628 sulle fondamenta di un preesistente sacello e di giuspatronato della famiglia Zampolli.
- Chiesa dei Santi Ermagora e Fortunato a Colcerver, edificata nel 1741 dalla famiglia Panciera.
- Chiesa parrocchiale di San Valentino a Mareson, consacrata nel 1492 e nominata parrocchiale nel 1944.
- Chiesa di San Carlo Borromeo a Pecol, sorta nel XVII secolo e ricostruita dopo l'incendio del 1961.
- Chiesa parrocchiale di San Vito a Fornesighe, documentata a partire dal 1570 e divenuta parrocchiale nel 1961.

### Architetture civili
- Palazzo del Capitaniato o della Ragione, oggi sede del Museo del ferro e del chiodo a Forno.
- Palazzo municipale, già sede dell'ex municipio di Forno di Zoldo a Forno.
- Museo degli usi e costumi della Val di Goima a Gavaz.

### Rifugi
- Rifugio Sonino al Coldai
- Rifugio Torrani

## Società

### Evoluzione demografica
Abitanti censiti

### Lingue e dialetti
La parlata zoldana viene fatta generalmente rientrare tra i dialetti ladini, ma dimostra la presenza di numerosi elementi veneti.

## Cultura
La valle ha ricevuto notorietà letteraria grazie al romanzo Marco e Mattio di Sebastiano Vassalli (cittadino onorario di Val di Zoldo), pubblicato da Einaudi nel 1992 e tradotto in tedesco, che racconta la follia di Mattio Lovat, figlio del ciabattino di Zoldo, uno dei primi casi clinici della psichiatria italiana, tra fine Settecento e inizio Ottocento.

## Geografia antropica

### Forno di Zoldo
Il primo centro abitato di una certa importanza che si incontra risalendo la Val di Zoldo è Forno di Zoldo, assieme alle sue borgate (Astragal, Bragarezza, Calchera, Campo, Casal, Cella, Col, Dozza, Pieve, Pra, Sommariva e Sotto le Rive). L'antico capoluogo amministrativo della comunità di Zoldo si estende sulle due rive del torrente Maè. Le principali attrazioni sono la chiesa di Sant'Antonio Abate, con affreschi settecenteschi e opere lignee di Jacopo Costantini e Giovanni Paolo Gamba Zampol, e la Chiesa di San Floriano in borgata Pieve, del X secolo, con opere lignne di Giovanni Paolo Gamba Zampol e Andrea Brustolon.
Lungo la valle laterale del Cervegnana, sulla sinistra orografica della valle, si trovano poi Fornesighe e Cornigian; mentre nella valle del Marisia, sulla destra orografica, vi sono le località di Pralongo e Colcerver.

### Dont
Più a monte si trova la frazione di Dont, con le borgate di Foppa, Pradel, Sottorogno e Villa.

### Valle di Goima
Nella Valle di Goima, sulla destra orografica della Val di Zoldo, si incontrano:
- Cordelle e Gavaz: piccoli agglomerati di circa 60 abitanti ciascuno; a Gavaz è da ricordare la chiesa di San Rocco e il museo etnografico della valle di Goima.
- Chiesa: altro villaggio di circa 90 abitanti, da vedere la chiesa di San Tiziano con un trittico del XVI sec; a sud, sulle rive del torrente Moiazza, si trova Molin dove sopravvive l'ultima segheria ad acqua dello Zoldano.

### Brusadaz e Coi
Sopra al paese di Dont, presso i nuclei di Iral e Rutorbol (dove in passato avevano sede importanti attività metallurgiche), parte una strada che si inerpica sino a quasi 1500 m di altitudine, che porta ai due abitati di Brusadaz, Costa e Coi. 
- Brusadaz è un caratteristico villaggio con vecchi tabià; vi si trovano la chiesetta di San Lorenzo (XVIII secolo) e il vecchio mulino Costa, forse tra quelli menzionati in un estimo del 1693. Fuori dall'abitato sono i resti della vecchia miniera Da Dòf, della quale è visibile l'ingresso, e della miniera di San Pellegrino.

- Costa è un abitato di recente costruzione, essendo andato distrutto durante gli incendi degli anni venti, in cui la leggenda narra che una signora accerchiata dalle fiamme riuscì a salvarsi grazie alla voce di un santo che si rivelerà essere S.Longino a cui è dedicata una piccola chiesetta.

- Coi è il più alto paese di tutta la val Zoldana (1494 m), costituito da vecchie case e tabià con la chiesa affrescata e una caratteristica fontana. È notevole la casa Rizzardini, edificio imponente in un villaggio costituito soprattutto da rustici; uno degli affreschi dell'esterno è del 1713. Lungo la strada che da Coi conduce a Maresòn sono ubicati i due mulini Rizzardini, antecedenti al 1634 e ancora in funzione nel 1946. Interessante anche il mulino Piva con la grande ruota di legno, attivo dal 1948 agli anni settanta.

### Fusine
Proseguendo lungo la Val di Zoldo verso monte si trova poi Fusine, la sede municipale. Essa trae il nome dall'attività fabbrile (da fusine, "fucine"), per secoli tipica di tutto lo Zoldano; le officine sfruttavano l'energia idrica e si trovavano più in basso dell'attuale abitato, lungo il Maè, dove oggi si possono ammirare le costruzioni più antiche; da ricordare la chiesa di San Nicolò, sede parrocchiale dal 1615 in seguito al distacco dalla "madre" di San Floriano in Pieve, prima pievanale poi arcipretale, documentata per la prima volta nel 1570 e ricostruita nel 1901. Affrescata all'esterno affrescata, custodisce un crocifisso ligneo di Andrea Brustolon e uno di Valentino Panciera Besarel. 
Poco fuori dall'abitato, è possibile raggiungere i resti di una delle tantissime fucine che testimoniavano l'attività fabbrile tipica dello Zoldano. Una strada sulla sinistra porta poi a Soramaè, villaggio di origini quattrocentesche con costruzioni del XVII secolo.

### Pianaz e Mareson
Sopra Fusine, verso il verso il passo Staulanza, sorgono:
- Pianaz: borgata di circa 126 abitanti con interessanti case e tabià, è noto perché paese d'origine dei Colussi, i cui discendenti, trasferitisi a Venezia, fondarono la nota industria dolciaria. Vi sono preziosi affreschi nella casa Colussi-David (1662, Madonna con Sant'Antonio e Sant'Osvaldo) e nella casa Colussi-Manét (albero genealogico della famiglia con San Rocco e Sant'Antonio, crocifissione e Madonna con Bambino e santi).
- Mareson: altro antico paese di 140 abitanti, sorge sulla piana che, secondo la tradizione, si sarebbe formata (prima dell'anno mille) in seguito ad una disastrosa frana del Pelmo, la quale avrebbe ostruito il Maè e sepolto il villaggio di La Cros; da ricordare la parrocchiale di San Valentino del 1482, che custodisce all'interno l'altare maggiore e l'altare della Santa Croce ad opera di Andrea Brustolon, noto artista della valle, mentre l'esterno è affrescato con l'immagine del santo patrono.
- Pecol: Grosso agglomerato di circa 200 abitanti, Pècol deve il suo sviluppo all'attività turistica, specialmente invernale, che lo fa uno dei punti nevralgici del comprensorio dello "Ski Civetta"; seguendo la statale è possibile, inoltre, raggiungere la località Palafavèra dove hanno sede altri impianti sciistici; il paese andò quasi del tutto distrutto nel settembre del 1961, quando un incendio lambì le vecchie case e i fienili, compresa la parrocchiale di San Carlo (all'interno è però conservato un altare intagliato del 1648).

## Economia
Oltre al turismo invernale ed estivo, l'economia della Val di Zoldo si regge sul gelato artigianale, realizzato dagli artigiani locali nelle loro botteghe sparse tra la Germania e gli altri paesi dell'Europa centrale.

## Infrastrutture e trasporti
La Val di Zoldo è attraversata dalle ex strade statali 251 e 347.
L'accesso principale alla valle è da sud-est procedendo sulla strada provinciale 251 da Longarone.
Attraversata la Val di Zoldo, la SP 251 arriva al Passo Staulanza, che mette in collegamento la Val di Zoldo alla Val Fiorentina.
Da Dont si accede al Passo Duran tramite la SP 347, passando per la Val di Goima e arrivando quindi ad Agordo.
La SP 347 prosegue da Forno verso Fornesighe, e passando per il Passo Cibiana si raggiunge la SS 51 nei pressi di Venas di Cadore.
Il trasporto pubblico sono gestiti interamente da DolomitiBus.

## Amministrazione
| Periodo          | Periodo        | Primo cittadino      | Partito                      | Carica                  | Note |
| ---------------- | -------------- | -------------------- | ---------------------------- | ----------------------- | ---- |
| 23 febbraio 2016 | 6 giugno 2016  | Andrea Celsi         | -                            | Commissario prefettizio |      |
| 6 giugno 2016    | 4 ottobre 2021 | Camillo De Pellegrin | Lista civica Progetto comune | Sindaco                 |      |
| 4 ottobre 2021   | in carica      | Camillo De Pellegrin | Lista civica Progetto comune | Sindaco                 |      |

## Sport

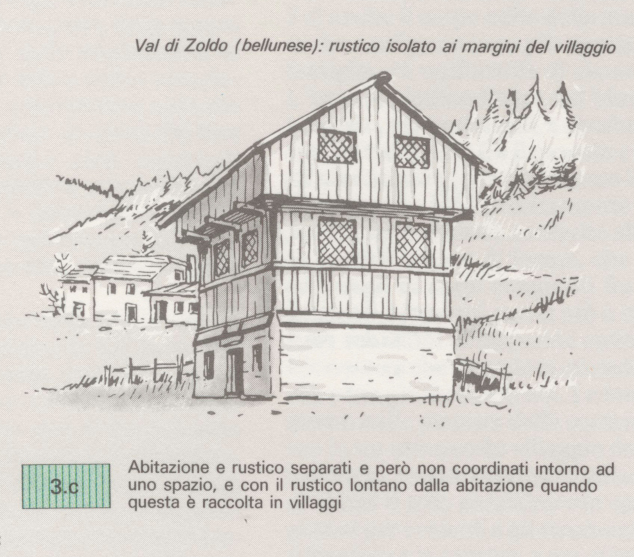
Rustico della Val di Zoldo

### Sci alpino
La Val di Zoldo è principalmente conosciuta per lo Sci Alpino, in quanto il suo comprensorio sciistico Ski Civetta fa parte di Dolomiti Superski, uno dei più importanti comprensori sciistici italiani.
Vi si può accedere dalle frazioni di Palma, Pecol e Palafavera.
Dal 1986 al 1990 si svolsero le gare di Coppa del Mondo di sci alpino femminili.

### Hockey su ghiaccio
Forno di Zoldo disponeva di un palaghiaccio, oggi, dopo il collasso del tetto dovuto all'abbondante nevicata dell'inverno 2009, una pista da pattinaggio con ghiaccio naturale. La squadra locale è la USG Zoldo.

### Sci nordico e biathlon
A Palafavéra sorge il Centro Biathlon Palafavera esso è aperto al pubblico nelle stagioni invernali ed estive, il tutto comprende una pista da sci nordico, che ha un anello di quasi 8 km.
Anche a Campo di Forno di Zoldo sorge una pista da Sci Nordico, disponibile di impianto di illuminazione notturna.

### Sport estivi
A Palafavera si è conclusa il 19 maggio 2005 l'11ª tappa del Giro d'Italia 2005, che ha visto la vittoria di Paolo Savoldelli.
A Palafavera si è conclusa il 25 maggio 2023 la 18ª tappa del Giro d'Italia 2023, con vittoria di FIlippo Zana.
La prima domenica di settembre a Palafavera si svolge la Transpelmo, una gara di corsa sul sentiero che aggira il monte Pelmo.
D'estate la Val di Zoldo accoglie molti turisti che svolgono attività come camminate in montagna o ciclismo. L'intera valle dispone infatti di molti sentieri e anelli adeguati per esperti alpinisti ma anche per famiglie e principianti.